# Lawrence Pressman
Lawrence Pressman (* 10. Juli 1939 in Cynthiana, Kentucky) ist ein US-amerikanischer Schauspieler.

## Leben
Lawrence Pressman wurde als David M. Pressman geboren. Er studierte unter Michael Howard und Elia Kazan in New York City Schauspiel. Nach kleineren Rollen debütierte er mit Die Hellstrom-Chronik und Shaft auf der Leinwand. Er konnte sich in den darauffolgenden Jahren als Nebendarsteller in Filmen wie Mein großer Freund Joe, American Pie – Wie ein heißer Apfelkuchen und Mütter und Töchter sowie Fernsehserien wie Doogie Howser, M.D., Star Trek: Deep Space Nine und Crossing Jordan – Pathologin mit Profil etablieren.
Pressman war von 1973 bis zu deren Tod im Jahr 2007 mit der Schauspielerin Lanna Saunders verheiratet. Sie hatten ein gemeinsames Kind, den Schauspieler David Pressman.

## Filmografie (Auswahl)

### Film
- 1971: Die Hellstrom-Chronik (The Hellstrom Chronicle)
- 1971: Shaft
- 1975: The Man in the Glass Booth
- 1980: Warum eigentlich … bringen wir den Chef nicht um? (Nine to Five)
- 1982: Probe für einen Mord (Rehearsal for Murder)
- 1984: Herz ist Trumpf (For Love or Money)
- 1986: Alptraum des Grauens (The Deliberate Stranger)
- 1987: Hanoi Hilton (The Hanoi Hilton)
- 1989: Blutiger Regen (Fire and Rain)
- 1989: Mörderischer Trieb (She Knows Too Much)
- 1994: Der Feind in den eigenen Reihen (The Enemy Within)
- 1994: Joey und Emily (To My Daughter with Love)
- 1994: Rockford: L.A. – Ich liebe dich (The Rockford Files: I Still Love L.A.)
- 1995: Angus – voll cool (Angus)
- 1995: Gib mir meine Kinder wieder (Whose Daughter Is She?)
- 1996: Gedemütigt! ...und keiner wird ihr glauben (She Cried No)
- 1996: Stimmen aus dem Grab (The Uninvited)
- 1997: Der Macher (The Maker)
- 1997: Noch dümmer (Trial and Error)
- 1998: Mein großer Freund Joe (Mighty Joe Young)
- 1999: American Pie – Wie ein heißer Apfelkuchen
- 2001: Dr. Dolittle 2
- 2003: American Pie – Jetzt wird geheiratet (American Wedding)
- 2003: DC 9/11: Time of Crisis
- 2005: Nine Lives
- 2006: American Dreamz – Alles nur Show (American Dreamz)
- 2006: Todesritt nach Jericho (The Far Side of Jericho)
- 2009: Mütter und Töchter (Mother and Child)

### Serie
- 1972–1973: Dr. med. Marcus Welby (Marcus Welby, M.D., zwei Folgen)
- 1974–1976: Barnaby Jones (zwei Folgen)
- 1980–1981: Ladies’ Man (16 Folgen)
- 1982: Hart aber herzlich (Hart to Hart; Fernsehserie, Folge: Unfallopfer)
- 1985–1993: Mord ist ihr Hobby (Murder, She Wrote, drei Folgen)
- 1986–1988: Matlock (zwei Folgen)
- 1989–1993: Doogie Howser, M.D. (93 Folgen)
- 1994–1997: Star Trek: Deep Space Nine (drei Folgen)
- 1998–1999: Profiler (vier Folgen)
- 1999–2004: Für alle Fälle Amy (Judging Amy, fünf Folgen)
- 2001: Dark Angel (zwei Folgen)
- 2001–2002: The Guardian – Retter mit Herz (The Guardian, drei Folgen)
- 2004–2007: Crossing Jordan – Pathologin mit Profil (Crossing Jordan, vier Folgen)
- 2007–2008: Boston Legal (zwei Folgen)
- 2008: The Mentalist (Folge 1x10)
- 2009: Criminal Minds (Folge 5x03 Die letzte Rate)
- 2013–2014: Hart of Dixie (sieben Folgen)
- 2014: Transparent (sechs Folgen)
- 2020: Hawaii Five-0 (Folge 10x20)
- 2023: Magnum P.I (Folge 5x07)